# Asos.com
ASOS.com також відомий як ASOS або АСОС  - мультибрендовий британський магазин, широко відомий в Європі і взагалі в світі
Штаб-квартира підприємства розташована у Лондоні. Головний операційний центр знаходиться в місті Барнслі в Південному Йоркширі (Англія), де працює на 2013 рік 3000 працівників. Споживацький центр знаходиться у Хертфорді.

## Історія
ASOS був створений у червні 2000 році Ніком Робертсоном і Квентіном Гріффітсоном. ASOS зараз налічує понад 2000 співробітників і є найбільш незалежним у Великій Британії модним магазином роздрібної торгівлі онлайн  . [
Незважаючи на непривабливий свій первісний зміст, ASOS ще написано як заголовнілий акронім; винятком з правила є новий логотип розроблений Беном Левайном як частина нової візуальної ідентичності і введений в 2008 році, де він показав стилістично все в нижньому регістрі.
У жовтні 2001 ASOS Holdings PLC був прийнятий в AIM на Лондонській фондовій біржі.

### Коротка історія
1. 2000 - запущений [http://asos.con%5Bнедоступне+посилання+з+червня+2019%5D ASOS][недоступне посилання з жовтня 2019]
2. 2001 - ASOS Holdings PLC був прийнятий в AIM на Лондонській фондовій біржі
3. 2004 - Введено ASOS власний лейбл для жінок
4. 2004 - Maiden profit
5. 2005 - введена в експлуатацію ASOS Beauty [Архівовано 2 травня 2013 у Wayback Machine.]
6. 2005 - Buncefield палива Depot вибуху закриває бізнес протягом 6 тижнів - 5 млн фунтів на складі втратили [9]
7. 2006 - перший британський інтернет-магазин, щоб запустити подіумі
8. 2007 - введена в експлуатацію ASOS Magazine
9. 2007 - Введено ASOS власний лейбл для чоловіків
10. 2008 - введена в експлуатацію ASOS Outlet
11. 2009 - введена в експлуатацію ASOS Petite
12. 2009 - введена в експлуатацію ASOS Designer Store
13. 2009 - введена в експлуатацію ASOS Life
14. 2010 - Виконано CarbonNeutral статус компанії
15. 2010 - введена в експлуатацію ASOS для мобільного
16. 2010 - введена в експлуатацію ASOS Франція
17. 2010 - введена в експлуатацію ASOS Німеччина
18. 2010 - введена в експлуатацію ASOS США
19. 2010 - введена в експлуатацію ASOS Marketplace [Архівовано 19 липня 2013 у Wayback Machine.]
20. 2011 - введена в експлуатацію магазину ASOS Facebook [Архівовано 13 грудня 2012 у Wayback Machine.]
21. 2011 - введена в експлуатацію ASOS fashion Finder
22. 2011 - Запущений iPhone і IPad додатки
23. 2011 - введена в експлуатацію ASOS Іспанія
24. 2011 - введена в експлуатацію ASOS Італія
25. 2011 - введена в експлуатацію ASOS Австралія
26. 2012 - Відкрито перший міжнародний офіс в Сіднеї, Австралія
27. 2013 - ASOS нагадує радіоактивний Ремені
28. 2013 - введена в експлуатацію ASOS Росія

## Нагороди
- Грудень 2000 - звання "Найкращий Trendsetter 'на Sunday Times
- Березень 2002 - Тиждень Retail Awards - Найкращий дебют Фіналіст
- Вересень 2002 - Електронна комерція Нагороди - Висока оцінка
- Жовтень 2004 - AIM Нагороди - Найефективніші Поділитися
- Лютий 2005 - Нові нагороди журналу мод - Must Have Partywear
- Лютий 2005 - Нові нагороди модного журналу - найбільш захоплюючих Інтернет сайту Покупки
- Березень 2005 - Retail Awards тиждень - Висхідна зірка року
- Лис 2005 - Drapers Awards 2005 - роздрібної електронною торгівлею Року
- Лютий 2006 - Нові нагороди модного журналу - найбільш захоплюючих Інтернет сайту Покупки
- Жов 2006 - AIM нагород - найкращий зв'язку
- Жов 2006 - Компанія високі нагороди Street - найкращий інтернет-магазин
- Лис 2006 - Drapers Awards 2006 - роздрібної електронною торгівлею Року
- Бер 2007 - Тиждень Retail Awards 2007 - Інтернет-магазин року
- Кві 2007 - Нагороди getlippy.com моди - Найкращий інтернет-магазин
- Травень 2007 - Нагороди Drapers Взуття - Etailer року
- Липень 2007 - Бізнес-XL - компанія року
- Липень 2007 - Бізнес-XL - зростання Компанія року
- Жовтень 2007 - АПА Нагороди - найбільш ефективні Роздрібна публікації Споживчий
- Mar 2008 - Cosmopolitan Інтернет премії Fashion - Роздрібний року
- Mar 2008 - Retail Awards тиждень 2008 - Інтернет-магазин року
- Кві 2008 - У стилі Кошик нагород 2008 - Найкращий інтернет-магазин
- Тра 2008 - PPA Awards 2008 - журнал для клієнтів Року
- Авг 2008 - Нагороди Максим стиль - бренд року
- Авг 2008 - Нагороди Максим Стиль - Кілька Роздрібний бренд року
- Жовтень 2008 - Мета нагороди - Найефективніші Поділитися протягом 5 років
- Жовтень 2008 - Мета нагороди - компанія року
- Листопад 2008 - Esquire Нагороди - Найкращий Survivor Credit Crunch
- Листопад 2008 - Компанія високі нагороди Street - найкращий інтернет-магазин
- Листопад 2008 - Компанія високі нагороди Street - найкраще місце для витрат £ 50
- Листопад 2008 - Компанія високі нагороди Street - найкраще місце для витрат £ 150
- Листопад 2008 - АПА Нагороди - найбільш ефективні Роздрібна Журнал Споживчі року
- Листопад 2008 - АПА Нагороди - Комплексне рішення цифрового маркетингу та активності Року
- Серпень 2009 - Нагороди Drapers Etail - найкращий досвід клієнта
- Серпень 2009 - Drapers Etail Нагороди - Найкращий Etailer року
- Березень 2009 - Cosmopolitan Інтернет нагород Fashion - найкращий інтернет магазин
- Березень 2009 - Cosmopolitan Інтернет нагород Fashion - джинсову Die For
- Березень 2009 - Cosmopolitan Інтернет нагород Fashion - Найкраще для угод
- Березень 2009 - Нагороди Зростання компанії - Мета Компанія року
- Травень 2009 - Нагороди Drapers Взуття - Роздрібний року
- Чер 2009 - ІК Великій Британії і континентальній Європі нагород - Гран-прі за найкращий загальний відносин інвестор - компанія на малою капіталізацією обміну
- Липень 2009 - Retail Awards Technology Week - ІТ-командою року
- Листопад 2009 - Нагороди компанії Мода - Найкраще місце, щоб витратити £ 50
- Листопад 2009 - Нагороди компанії Мода - Найкраще місце, щоб витратити £ 250
- Листопад 2009 - Нагороди компанії Мода - Найкращий інтернет-магазин
- Листопад 2009 - нагороди National Business - Грант Торнтон Mid-Cap Бізнес року
- Листопад 2009 - Drapers Awards 2009 - роздрібної електронною торгівлею Року
- Жовтень 2009 - Handbag.com Інтернет Fashion Awards 2009 - Найкращий бутик-сайту
- Жовтень 2009 - Користувальницький Зміст премії Інновація - електронної комерції нагород за видатні досягнення 2009
- Жовтень 2009 - найкращий досвід клієнта - електронної комерції нагород за видатні досягнення 2009
- Жовтень 2009 - Найкращий чистої гри Роздрібний - електронної комерції нагород за видатні досягнення 2009
- Жовтень 2009 - Премія Золотий Інтернет (Ольга) за найкращий сайт електронної торгівлі, 2009 - електронної комерції нагород за видатні досягнення 2009
- Березень 2010 - Премія Золота Колісниця Для Доставка Досконалість
- Травень 2010 - Виконано CarbonNeutral статус компанії
- Чер 2010 - Linkshare Золотий приз за міжнародний Рекламодавець року
- Лип 2010 - удостоєний звання найкращого використання заробітної плати Надання з Інституту національного фандрайзингу
- Вер 2010 - Cosmopolitan нагород блозі. Найкращий блог Etailer
- Жовтень 2010 - Мета нагороди - компанія року
- Жовтень 2010 - Електронна комерція Нагороди - Найкраще використання соціальних медіа
- Жовтень 2010 - Електронна комерція Нагороди - Найкращий Роздрібний Пряма
- Листопад 2010 - найкраще місце для витрат менше £ 150 - фірмовий журнал
- Листопад 2010 - Найкраще взуття До £ 150 - фірмовий журнал
- Листопад 2010 - Найкращий інтернет-магазин - фірмовий журнал
- Листопад 2010 - моди роздрібної року - Компанія Magazine
- Грудень 2010 - Видатний роздрібної електронною торгівлею Року - WGSN
- Січень 2011 - Найкращий чистої гри Etailer - Drapers Etailer Року нагороди
- Червень 2011 року - Міжнародний рішення року - Retail Awards Technology Week
- Червень 2011 року - Найкращі соціальні медіа-стратегії - New Age Media Awards
- Червень 2011 року - Найкращі марочні і Найкращий новий сайт Мода на ASOS Marketplace - Handbag.com нагород Інтернет Мода
- Червень 2011 року - Найкращий Інтернет сайту тільки моди - Handbag.com Інтернет нагород моди
- Серпень 2011 - Найкращий інтернет магазин Мода, Найкращий дизайн сайту і "я хочу те, що у неї є стиль знаменитості '- Reveal Натисніть, щоб купити нагород
- Жовтень 2011 - Золота нагорода за ASOS Marketplace - Lovie нагород
- Жовтень 2011 - Срібна премія за кампанію Тур ASOS.com і міського - Lovie нагород
- Жовтень 2011 - Найкраще використання соціальних медіа - IMRG електронної комерції нагород за видатні досягнення 2011
- Жовтень 2011 - Міжнародна електронна торгова - IMRG електронної комерції нагород за видатні досягнення 2011
- Жовтень 2011 - Найкращий великий інтернет магазин - IMRG електронної комерції нагород за видатні досягнення 2011
- Жовтень 2011 - Премія Золотий Інтернет (Ольга) - IMRG електронної комерції нагород за видатні досягнення 2011
- Жовтень 2011 - роздрібної електронною торгівлею Року - UKFT Нагороди 2011 році експорт
- Листопад 2011 - збільшену Etailer року - Drapers нагород
- Квітень 2012 - Платиновий знак якості для нарахування заробітної плати Надання
- Листопад 2012 - Великі Etailer року і зростання роздрібного року - Drapers Awards 2012